# Právní ochrana
Právní ochrana je zajišťována jak orgány veřejné moci, které mohou být součástí moci soudní i moci výkonné, tak soukromoprávními subjekty.

## Orgány právní ochrany
Lidé, kteří porušují pravidla společenského soužití, nerespektují ustanovení právního řádu, nedodržují právní normy svým jednáním poškozují oprávněné zájmy druhých lidí, případně zájmy obce či státu. Společnost si za účelem obrany proti porušování právních norem vytváří orgány právní ochrany. Ty proti narušitelům pořádku zakročují, provinilce postihují a zjednávají spravedlnost. Stát tak chrání práva a zájmy fyzických a právnických osob. Nejdůležitější orgány právní ochrany v České republice jsou policie, státní zastupitelství a soudy. V některých případech (například znečištění veřejného prostranství) mohou zakročovat i obecní úřady, krajské úřady a jiné orgány státní správy.
Zároveň ale platí, že každý je ochránce svých práv a proto záleží i na něm, zda bude právní ochrana realizována. Může při tom využít služeb zejména advokátů, kteří poskytují právní rady a mohou zastupovat před soudy nebo před správními úřady. Prostřednictvím notářů lze získat veřejné ověření důležitých skutečností a nebude-li někomu splněn vykonatelný dluh, může se obrátit na soudního exekutora, aby jej vymohl.